# Walk the Line
Walk the Line là một bộ phim điện ảnh ca nhạc đề tài chính kịch lãng mạn và tiểu sử của Mỹ công chiếu năm 2005, do James Mangold làm đạo diễn. Kịch bản phim được chắp bút bởi Mangold và Gill Dennis, dựa trên hai cuốn tự truyện của ca sĩ kiêm sáng tác nhạc Johnny Cash là Man in Black: His Own Story in His Own Words (1975) và Cash: The Autobiography (1997). Nội dung phim xoay quanh những năm đầu đời của Cash, mối tình với June Carter và bước thăng tiến của ông trong sự nghiệp nhạc đồng quê. Phim có sự tham gia diễn xuất của Joaquin Phoenix vai Cash, Reese Witherspoon vai Carter, Ginnifer Goodwin vai người vợ đầu của Cash và Robert Patrick vai cha của Cash.
Walk the Line ra mắt tại Liên hoan phim Telluride vào ngày 4 tháng 9 năm 2005 và được phát hành mở rộng vào ngày 18 tháng 11. Phim giành 5 đề cử Oscar tại lễ trao giải lần thứ 78, trong đó có chiến thắng cho Witherspoon ở hạng mục nữ diễn viên chính xuất sắc nhất, cùng các đề cử của Phoenix (nam diễn viên chính xuất sắc nhất) và Arianne Phillips (Thiết kế phục trang đẹp nhất). Phim thu về hơn 186 triệu USD trên toàn thế giới.

## Phân vai
| Diễn viên             | Vai diễn              |
| --------------------- | --------------------- |
| Joaquin Phoenix       | Johnny Cash           |
| Reese Witherspoon     | June Carter Cash      |
| Ginnifer Goodwin      | Vivian Cash           |
| Robert Patrick        | Ray Cash              |
| Dallas Roberts        | Bill Phillips         |
| Dan John Miller       | Luther Perkins        |
| Larry Bagby           | Marshall Grant        |
| Shelby Lynne          | Carrie Cash           |
| Tyler Hilton          | Elvis Presley         |
| Waylon Payne          | Jerry Lee Lewis       |
| Shooter Jennings      | Waylon Jennings       |
| Sandra Ellis Lafferty | Maybelle Carter       |
| Dan Beene             | Ezra Carter           |
| Clay Steakley         | W.S. "Fluke" Holland  |
| Johnathan Rice        | Roy Orbison           |
| Johnny Holiday        | Carl Perkins          |
| Ridge Canipe          | Young Johnny Cash     |
| Lucas Till            | Young Jack Cash       |
| McGhee Monteith       | Reba Cash             |
| Carly Nahon           | Young Reba Cash       |
| Wyatt Entrekin        | Young Tommy Cash      |
| Hailey Anne Nelson    | Rosanne Cash          |
| Clare Grant           | Audrey Parks          |
| Kerris Dorsey         | Kathleen "Kathy" Cash |

## Giải thưởng
| Giải Oscar                                              | Giải Oscar |
| ------------------------------------------------------- | ---------- |
| 1. Nữ diễn viên chính xuất sắc nhất (Reese Witherspoon) |            |
| Giải Quả cầu vàng                                       |            |
| 1. Phim ca nhạc hoặc phim hài hay nhất                  |            |
| 2. Nam diễn viên chính xuất sắc nhất (Joaquin Phoenix)  |            |
| 2. Nữ diễn viên chính xuất sắc nhất (Reese Witherspoon) |            |
| Giải BAFTA                                              |            |
| 1. Nữ diễn viên chính xuất sắc nhất (Reese Witherspoon) |            |
| 2. Ca khúc trong phim hay nhất                          |            |